# 叙利亚民主委员会
叙利亚民主委员会（阿拉伯语：مجلس سوريا الديمقراطية；库尔德语：Konseya Demokratîk a Sûriyê；叙利亚语：ܕܝܡܘܩܪܛܝܬܐ ܐܬܪܐ ܣܘܪܝܐ）成立于2015年12月12日，是叙利亚民主力量下设的政治机构，承担着罗贾瓦的立法机关的职能。叙利亚民主委员会实行一院制，由43名委员组成；争取民主社会运动是委员会中最大的政治力量，拥有8个席位。叙利亚民主委员会在叙利亚东北部边境城市马利基耶办公。